# HLA-B77

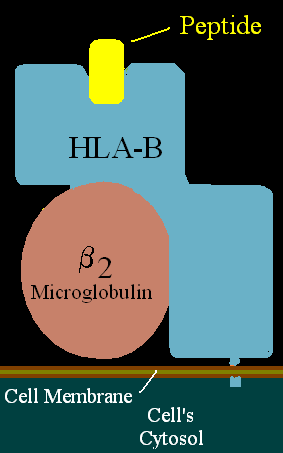

HLA-B77 هو نمط مصلي من مستضد الكريات البيضاء البشرية-ب.